# 雛鳥教練機
雛鳥教練機（英語：Fledgling）（公司內部編號為Model 48和Model 51）是一款由柯蒂斯於1920年代為美國海軍研製的教練機

## 發展

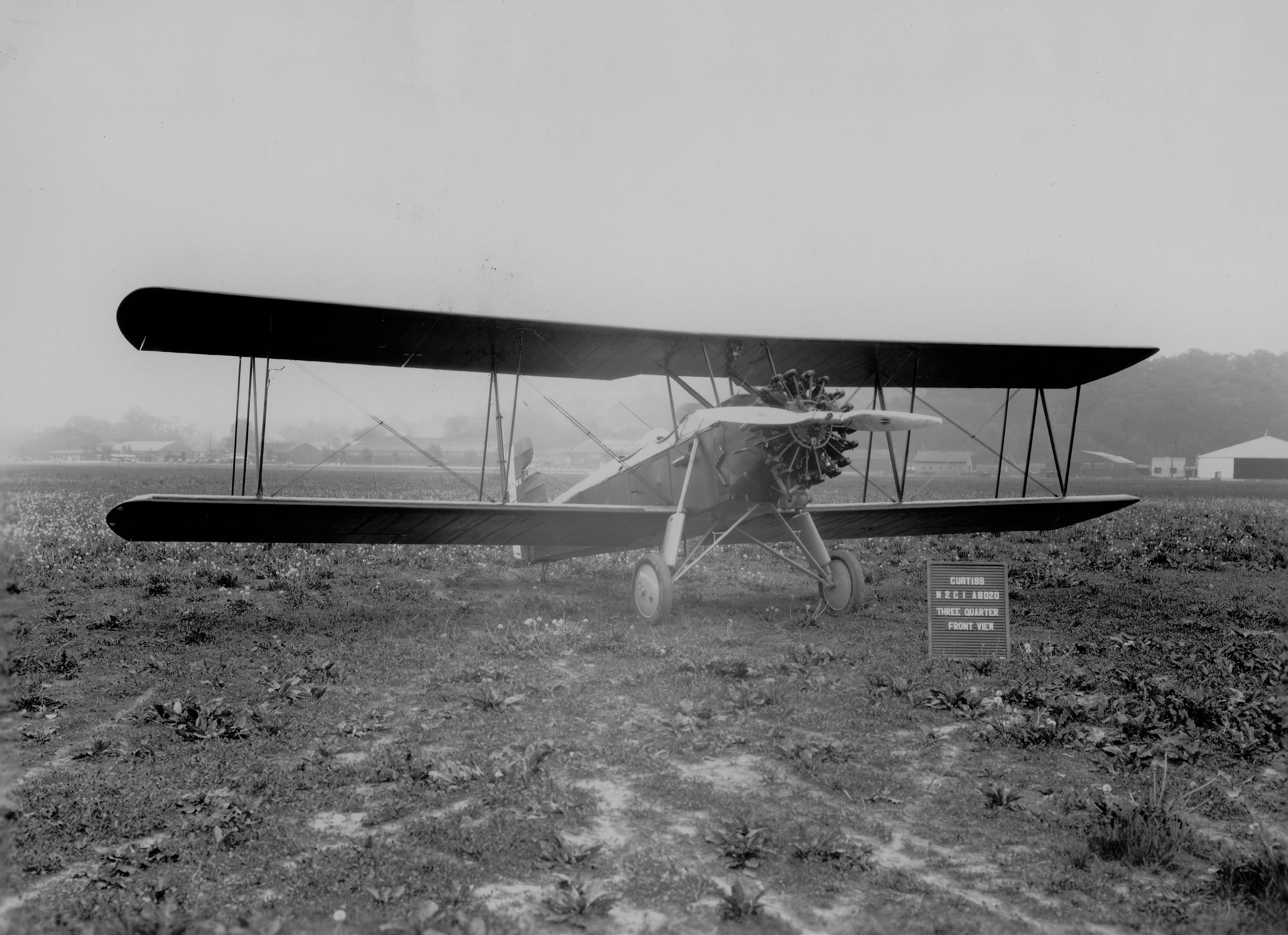
展示中的Curtiss Fledgling N2C1

雛鳥教練機是根據1927年美國海軍的新初級教練機需求而設計的，並在與其他十四家廠商的方案競爭後被選中。雛鳥採用傳統的雙翼設計，具有兩排錯位的等翼展機翼，由N型支柱加固。飛行員和教官以串聯方式坐在開放式駕駛艙內，固定的尾橇式起落架可以輕易更換為大型中央浮筒和翼下的支柱浮筒，便於進行水上飛行訓練。海軍共採購兩批雛鳥，並採用不同的發動機，因此稱為-1和-2。
柯蒂斯認為該設計在民用市場具有一定潛力，於是開發了Model 51（共109架），並配備了較低功率的柯蒂斯挑戰者引擎。柯蒂斯曾將部分Model 51進行改裝，採用軍用發動機（J-1和J-2），但該機型最終並未量產。
柯蒂斯也曾考慮國際市場，將數架Model 51出口到國外進行評估，包括加拿大、捷克斯洛伐克等國，但沒有後續消息。而柯蒂斯於1933年向土耳其出口至少7架N2C-1，作為其授權生產柯蒂斯鷹Model 35的其中一子項目。該機除了用作空軍教練機以及聯絡機外，也被土耳其作為禮物贈送出去。據稱，至少有1架N2C-1被土耳其空軍作為禮物贈送給伊朗。

## 型號

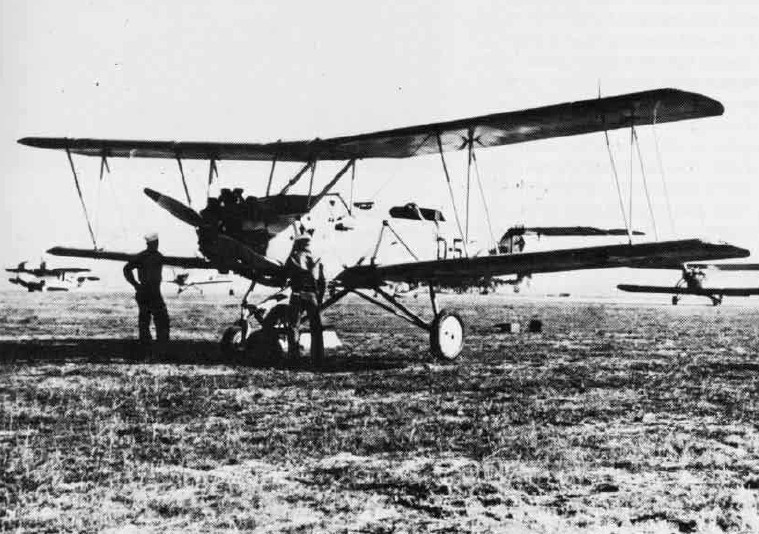
一架N2C-2靶機

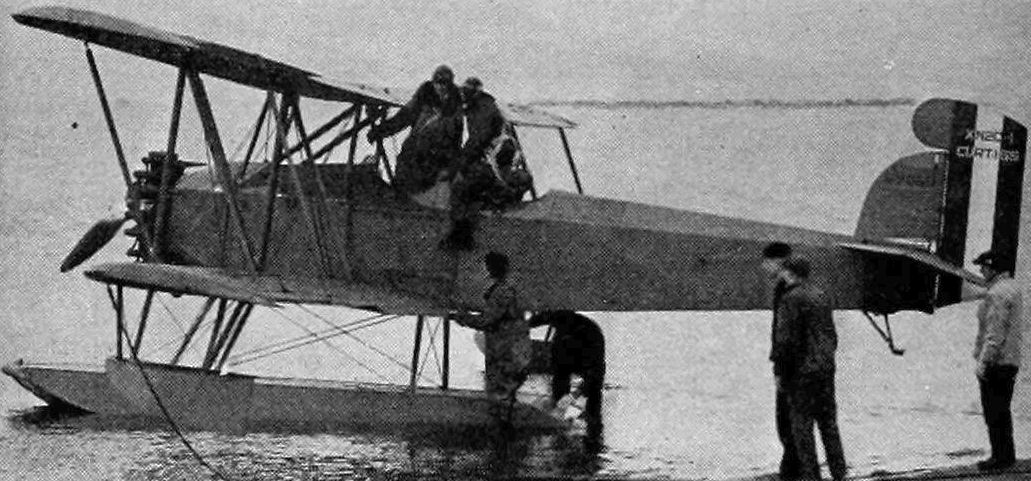
XN2C-1 水上飛機版本

Model 48
XN2C-1海軍原型機，共3架
N2C-1採用萊特J-5發動機的海軍版本，共31架
N2C-2採用萊特J-6-7發動機的海軍版本，共20架
Model 51
Fledgling採用柯蒂斯挑戰者發動機的版本，共109架
J-1改裝採用萊特J-6-5發動機的版本，共4架接受改裝
J-2採用萊特J-6-7發動機的民用版本，性能與N2C-2大致相同，共2架
Fledgling Junior翼展縮小版，共1架
Fledgling Guardsman可快速轉為軍用的民用版本，採用挑戰者發動機
A-3美國陸軍航空兵團用來作為作無線電控制目標飛機的編號

## 參考

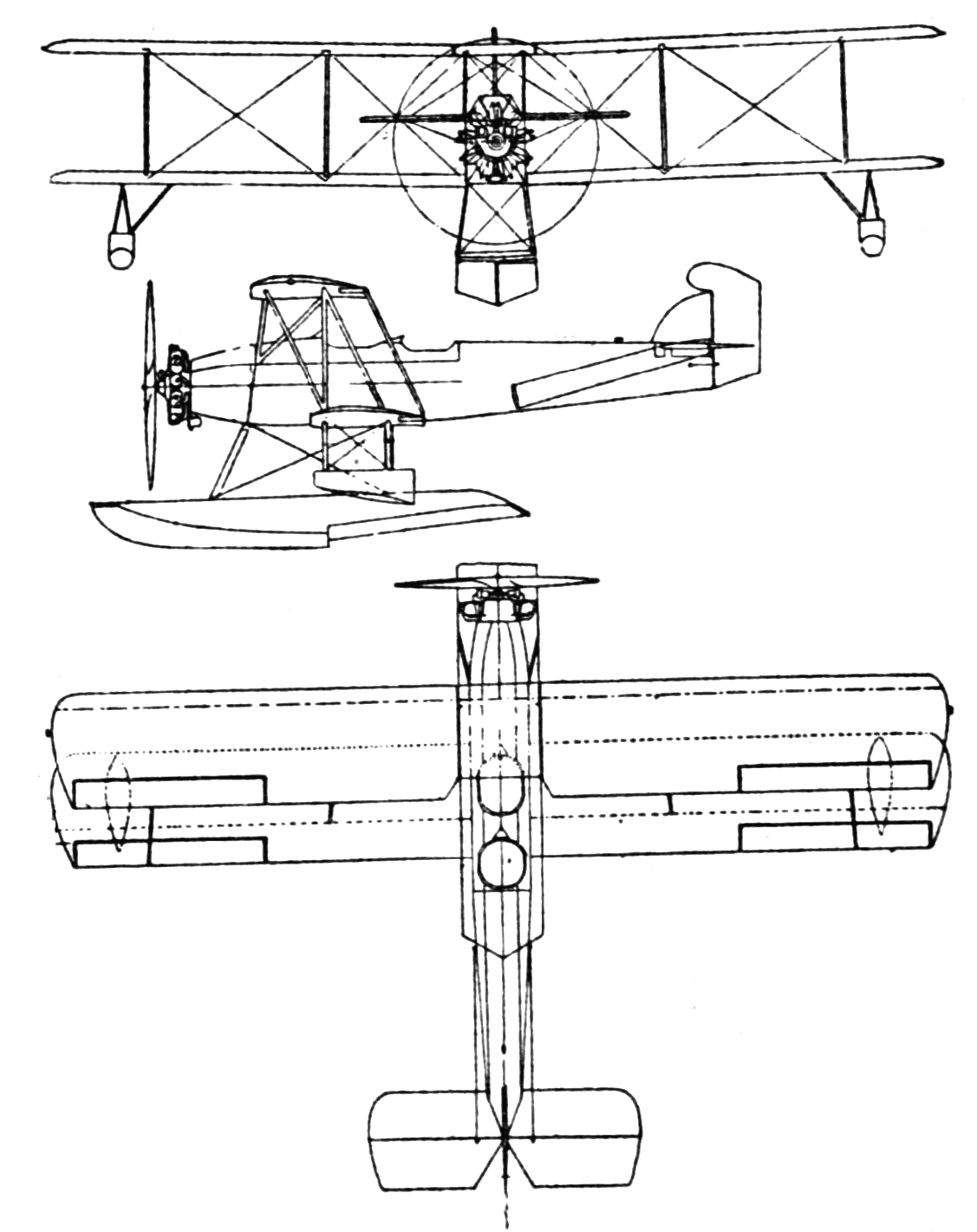
Curtiss XN2C-1 3-view drawing from Le Document aéronautique November,1928

## 使用國
阿根廷
- 阿根廷陸軍航空兵（英语：Argentine Army Aviation）

 巴西
- 巴西陸軍

 加拿大
 哥伦比亚
- 哥倫比亞航空航天部隊（英语：Colombian Air Force）

 捷克斯洛伐克
 伊朗
- 伊朗帝國空軍（英语：Air force history of Iran）

 秘魯
- 秘魯空軍（英语：Peru Air Force）

 土耳其
- 土耳其空軍

 美国
- 柯蒂斯飛行部門
- 美國海軍
- 美國陸軍

### 書目
- Andersson, Lennart.  [History of the Persian Air Force, 1921–1941: The First Aircraft of the Shah of Iran]. Avions: Toute l'aéronautique et son histoire. July 1998, (76): 2–12. ISSN 1243-8650 （French）.
- Hagedorn, Dan. . Air Enthusiast. No. 45. March–May 1992: 61–77. ISSN 0143-5450.

### 延伸閱讀
- Taylor, Michael J. H. . London: Studio Editions. 1989: 282.
- . London: Bright Star Publishing. : File 891 Sheet 49.

## 外部連結
- Old Rhinebeck Aerodrome's Curtiss Fledgling page （页面存档备份，存于）